# Glenea cyanipennis
Glenea cyanipennis är en skalbaggsart. Glenea cyanipennis ingår i släktet Glenea och familjen långhorningar.

## Underarter
Arten delas in i följande underarter:
- G. c. cyanipennis
- G. c. amboynica